# Norgesmesterskapet 1915
La Norgesmesterskapet 1915 di calcio fu la 14ª edizione del torneo. Terminò il 10 ottobre 1915, con la vittoria dell'Odd sul Kvik Halden per 2-1. Fu il sesto titolo nella storia del club.

## Risultati

### Primo turno
| Squadra 1 | Risultato      | Squadra 2   |
| --------- | -------------- | ----------- |
| Brann     | 3 – 2 (d.t.s.) | Lyn Oslo    |
| Grane     | 1 – 4          | Brodd       |
| Kvik      | 8 – 1          | Rollon      |
| Norrøna   | 1 – 5          | Kvik Halden |
| Rjukan    | 2 – 6 (d.t.s.) | Ørn         |

- Odd e Gjøvik-Lyn ricevettero una wild card.

### Secondo turno
| Squadra 1  | Risultato | Squadra 2   |
| ---------- | --------- | ----------- |
| Brann      | 0 – 8     | Kvik Halden |
| Gjøvik-Lyn | 1 – 8     | Odd         |
| Ørn        | 10 – 1    | Brodd       |

- Il Kvik ricevette una wild card.

### Semifinali
| Squadra 1 | Risultato | Squadra 2   |
| --------- | --------- | ----------- |
| Kvik      | 0 – 3     | Kvik Halden |
| Ørn       | 0 – 3     | Odd         |

### Finale
| Arbitro: | Andersen |

|                              |           |              |
| Thorstensen 5’ Gundersen 13’ | Marcatori | 80’ Helgesen |

#### Formazioni
| Odd (2-3-5) |  |                    |
|             |  |                    |
| POR         |  | Ingolf Pedersen    |
| DIF         |  | Otto Aulie         |
| DIF         |  | Per Skou           |
| CEN         |  | Andreas Skou       |
| CEN         |  | Peder Henriksen    |
| CEN         |  | Bjarne Gulbrandsen |
| ATT         |  | Henry Reinholdt    |
| ATT         |  | Nils Thorstensen   |
| ATT         |  | Sverre Andersen    |
| ATT         |  | Einar Gundersen    |
| ATT         |  | Jonas Aas          |

| Kvik Halden (2-3-5) |  |                  |
|                     |  |                  |
| POR                 |  | Ole Paulsen      |
| DIF                 |  | Otto Klein       |
| DIF                 |  | Yngvar Tørnros   |
| CEN                 |  | Bakke            |
| CEN                 |  | Wilhelm Strand   |
| CEN                 |  | Karl Andersen    |
| ATT                 |  | Thomas Andersen  |
| ATT                 |  | Peder Puck       |
| ATT                 |  | Johnny Helgesen  |
| ATT                 |  | Rudolf Olsen     |
| ATT                 |  | Hartvig Olavesen |